# Patrick Kane
Patrick Timothy Kane II (Buffalo (Nova Iorque), 19 de Novembro 1988)  é um jogador profissional de hóquei no gelo estadunidense que atua na posição de ponta direita no Detroit Red Wings da National Hockey League (NHL). Primeira escolha do draft da NHL em 2007, Kane foi tricampeão da Copa Stanley pelo Chicago Blackhawks, também sendo escolhido melhor jogador dos playoffs em 2013. Kane foi o primeiro estadunidense a vencer o Troféu Art Ross como líder de pontos e o Troféu Hart como melhor jogador da temporada. Pela seleção estadunidense de hóquei, participou dos Jogos Olímpicos de Inverno de 2010 e 2014.

## Biografia

### Infância e juventude
Patrick Kane é filho de Donna e Patrick "Tiki" Kane, nasceu em Buffalo, Nova Iorque e teve interesse em hóquei no gelo desde pequeno quando começou a frequentar jogos do Buffalo Sabres com sua família. Além de hóquei, também jogou futebol, baseball, lacrosse e basquete no ensino fundamental.
Kane começou a jogar hóquei no gelo aos sete anos de idade e seu pai deixou que praticasse com o taco no porão da casa da família, chegando a montar um rinque miniatura com gols e barreiras.

### Vida pessoal
Kane tem três irmãs mais novas, Erica, Jessica e Jacqueline. Na offseason, reside em Hamburgo, Nova Iorque, em uma casa à beira do Lago Erie comprada em 2012.
Durante o seu tempo na NHL em Chicago, Kane morou em um apartamento de dois quartos no Trump International Hotel and Tower, comprado em 2008 e colocado para venda em 2016. Em 2023, comprou uma mansão em Lake Forest, Illinois.
Kane tem acordo de patrocínio com a Bauer Hockey e já fez comerciais para marcas como McDonald's e Gatorade.
Patrick Kane e sua namorada, Amanda Grahovec, têm um filho juntos, Patrick, nascido em novembro de 2020.

### Acusações de contravenção e investigação policial
Em 9 de agosto de 2009, Kane e seu primo James foram presos na cidade de Buffalo onde Kane foi detido por volta das cinco da manhã sob a acusação, segundo o relatório da polícia local, de agredir o motorista de táxi Jan Radecki com um soco quando este disse não ter troco para a tarifa. A viagem de Kane com o primo custou US$14,80, e eles pagaram US$15.
Kane foi acusado de roubo, roubo de serviços e dano à propriedade privada (segundo a Common law), mas se declarou inocente em tribunal. Em 17 de agosto, Kane se desculpou pelo sofrimento que causou, dizendo ter estado "no lugar errado, na hora errada", mencionando sua família, a organização Chicago Blackhawks, e os fãs — mas sem mencionar o taxista, Radecki. Kane e seu primo se apresentaram perante o grande júri em 19 de agosto onde, embora tenham sido absolvidos das acusações de crime grave, os dois ainda foram indiciados por contravenção menos graves, roubo e assédio. No dia 27 de agosto, eles se declararam culpados de acusações não-criminais de conduta desordeira e receberam penas condicionais, evitando qualquer outras penalidades sob a condição de se manterem fora de problemas por um ano, além de um pedido de desculpas para Radecki.
Em 6 de agosto de 2015, foi divulgado que Kane teria sido acusado de agressão sexual por uma mulher em Hamburgo, Nova Iorque. No entanto, o Gabinete do Procurador Distrital do Condado de Erie não seguiu adiante em apresentar queixa criminal contra ele, afirmando que as alegações feitas não eram suficientemente fundamentadas por evidências credíveis. Posteriormente foi descoberto que a mãe da denunciante teria orquestrado para que houvesse suspeita de que evidências críticas tinham sido adulteradas propositalmente.

## Carreira

### Minorejunior
Após jogar hóquei minor AAA pelo Buffalo Saints sub-14, Kane se mudou para Detroit, Michigan, aos 14 anos para jogar no Detroit Honeybaked sub-16 na temporada 2003–04. Lá, morou com o ex-jogador da NHL Pat Verbeek, a quem considera um mentor.
Em 2004, Kane chamou atenção do clube London Knights da Ontario Hockey League (OHL), sendo selecionado pelo clube no Midget Draft da OHL no mesmo ano. No entanto, escolheu jogar pelo  time do Programa de Desenvolvimento da Seleção Nacional de Hóquei dos Estados Unidos, onde permaneceu pelos dois anos seguintes e liderou o time em gols com 102 pontos na temporada 2005–06, quebrando o recorde anterior de Phil Kessel.
Mais tarde, Kane se juntou ao London Knights na OHL para jogar a temporada 2006–07, sendo escalado em 58 jogos onde marcou 62 gols e 83 assistências. Ele acumulou mais 31 pontos nos 16 jogos de playoffs seguintes até o Knights perder a final da Conferência Oeste da OHL para o Plymouth Whalers. Ao final da temporada 2006–07, Kane foi nomeado rookie do ano e ficou em segundo lugar para o título de jogador mais valioso da liga. Em janeiro de 2020, o London Knights aposentou a camisa 88 usada por Kane.

### Chicago Blackhawks

#### 2007–2009

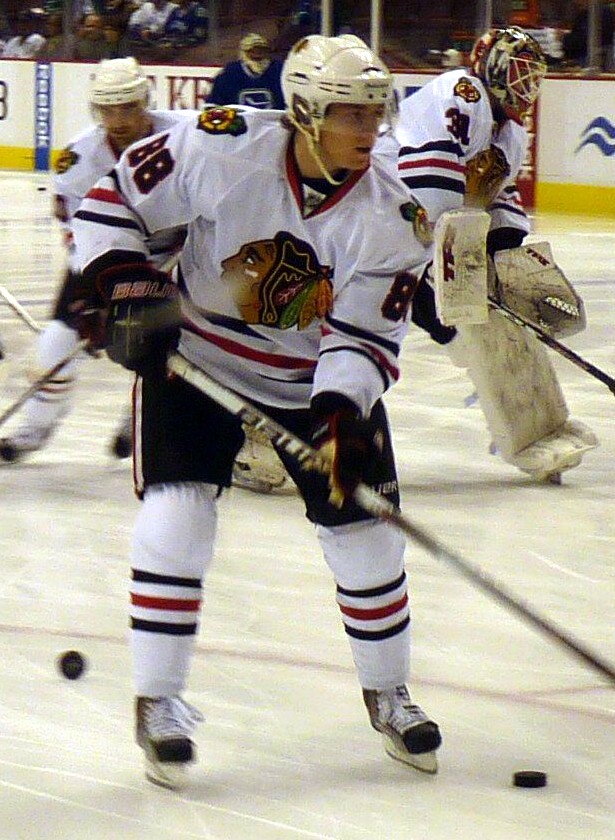
Patrick Kane jogando pelo Chicago Blackhawks em 2009.

Kane foi selecionado em primeiro lugar geral no Draft da NHL de 2007 pelo Chicago Blackhawks, onde escolheu usar o número 88 em referência ao seu ano de nascimento, uma tradição que manteve com os companheiros de time do London Knights. Kane fez sua estreia na NHL em 4 de outubro de 2007 em jogo contra o Minnesota Wild e, dois dias depois, jogando contra o Detroit Red Wings, marcou seu primeiro gol de pênalti e primeira assistência da carreira. No dia 19 do mesmo mês, Kane conquistou seu primeiro gol regular na Liga e, alavancado por seus cinco gols e 11 assistências em 12 jogos, foi indicado, em novembro, ao Rookie of the Month de outubro. Kane concluiu sua primeira temporada com os Blackhawks com 72 pontos, no topo entre os jogadores estreantes, e foi nomeado rookie do ano ao receber o Troféu Memorial Calder em junho de 2008.
Na temporada 2008–09, Kane, junto do seu companheiro de time Jonathan Toews, ajudou a levar o Chicago Blackhawks de volta aos playoffs da Stanley Cup. Após conquistar 70 pontos na temporada regular, Kane marcou seu primeiro hat-trick da carreira durante a segunda rodada das eliminatórias de 2009 em vitória contra o Vancouver Canucks, que garantiu o lugar dos Blackhawks nas finais da Conferência Oeste pela primeira vez desde 1995. Embora o Chicago Blackhawks tenha sido eventualmente eliminado pelo Detroit Red Wings, a estreia de Kane nas eliminatórias da Stanely Cup foi concluída com 14 pontos em 16 jogos.
Em maio de 2009 foi anunciado que Kane seria o atleta da capa do jogo NHL 10, da EA Sports. Ao fim do seu contrato inicial, em dezembro de 2009, Kane assinou uma extensão de cinco anos do contrato com Chicago no valor de US$31,5 milhões.
Kane conclui a temporada 2009–10 com o recorde pessoal de 88 pontos, ficando em nono lugar geral entre os jogadores da NHL. O Chicago Blackhawks chegou ao primeiro lugar na Divisão Central e segundo lugar na Conferência Oeste, avançando para as finais da Stanley Cup de 2010.  Em 9 de junho de 2010, no Jogo 6 das finais, Kane marcou o gol da vitória na prorrogação contra o Philadelphia Flyers, garantindo a Stanley Cup para o Chicago Blackhawks e encerrando a seca de 49 anos do clube. O gol também fez de Kane o jogador mais jovem da história da NHL a marcar um gol da vitória em final de Stanley Cup na prorrogação, recorde que pertencia anteriormente a Bobby Orr na final de 1970.

#### 2010–2014
Durante a temporada 2010–11, Kane foi escolhido como capitão alternativo para o NHL All-Star Game de 2011. Sua atuação na temporada regular foi concluída com 27 gols e 46 assistências.
O final da temporada 2011–12 marcou o pior desempenho de Patrick Kane desde a sua estreia na NHL, com 66 pontos, 23 gols e 43 assistências. Na offseason de 2012, Kane foi criticado por aparecer embriagado durante uma festa de rua celebrando o Cinco de Mayo em Madison, Wisconsin e, embora não tenha tenha enfrentado consequências legais, admitiu que suas ações envergonharam a organização Chicago Blackhawks, a sua família e a ele mesmo.
Durante o locaute da NHL ocorrido em 2012–13, Kane jogou pelo clube suíço EHC Biel, onde marcou 13 gols e 10 assistências em 20 jogos. Nesse mesmo período, também disputou a Copa Spangler pelo HC Davos.
Com o fim do locaute em janeiro de 2013, Kane concluiu a temporada 2012–13 da NHL sendo líder em assistências (32) e pontos (55) no time. Em junho de 2013, Kane levou o Chicago Blackhawks de volta às finais da Stanley Cup ao marcar um gol durante prorrogação dupla no Jogo 5 contra o Los Angeles Kings. Na série final contra o Boston Bruins, Kane contribuiu para a vitória dos Blackhawks com três gols (um no Jogo 4 e dois no Jogo 5), levando o Troféu Conn Smythe de jogador mais valioso dos playoffs.

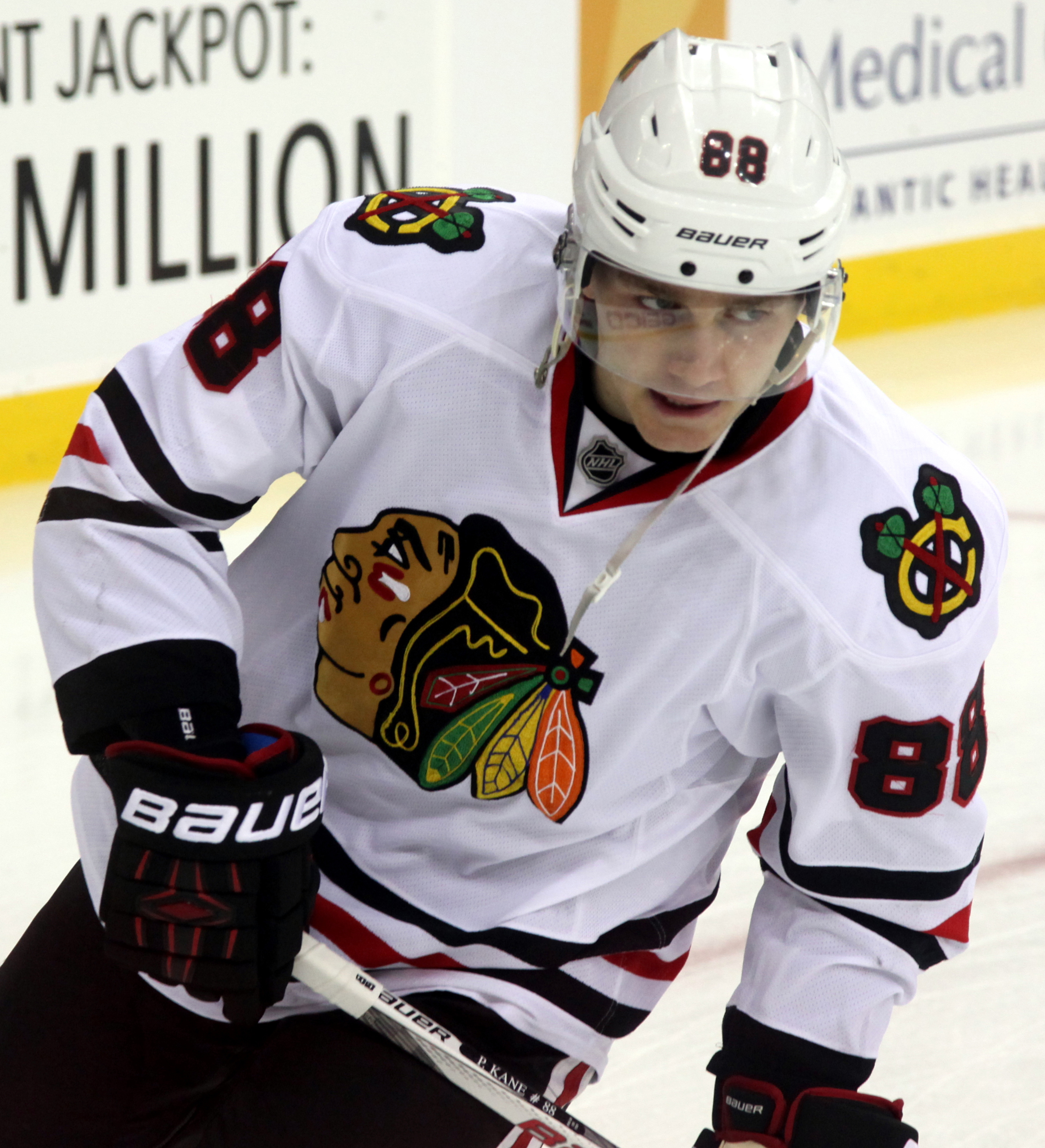
Kane em 2014.

Em março de 2014, Kane lesionou a perna esquerda após colidir com um jogador do St. Louis Blues, fazendo com que ficasse de fora do restante da temporada regular, retornando em abril para as eliminatórias da Stanely Cup de 2014. Durante os playoffs, Kane conquistou um recorde do time com 20 pontos em 19 jogos com 8 gols e 12 assistências. Em julho de 2014, durante a offseason, foi anunciado que Kane e Jonathan Toews haviam assinado extensões de oito anos dos seus contratos com o Chicago Blackhawks, com início previsto para julho de 2015, de valor anual médio de US$10,5 milhões.
Durante a temporada 2014–15, Kane continuou a trilhar o seu caminho como um dos maiores pontuadores da Liga. Eleito para participar do NHL All-Star Game de 2015, ele conquistou 64 pontos ao longo da temporada regular (27 gols e 37 assistências). Kane precisou passar por uma cirurgia na clavícula após lesioná-la em fevereiro de 2015 durante uma partida contra o Florida Panthers e a previsão era que ficasse de fora da escalação pelas próximas 12 semanas. No entanto, sua recuperação foi mais rápida do que o esperado e ele foi capaz de participar das playoffs desse mesmo ano. Após o Anaheim Ducks conquistar uma liderança de 3–2 sobre o Chicago Blackhawks nas finais da Conferência Oeste, o técnico Joel Quenneville colocou Kane na primeira linha junto com Jonathan Toews e Brandon Saad e, juntos, marcaram nove pontos nos dois próximos jogos da série, levando o clube novamente para as finais da Stanley Cup. Patrick Kane foi crucial na vitória dos Blackhawks sobre o Tampa Bay Lighting ao dar assistência para o gol da vitória marcado por Duncan Keith no Jogo 6 e ao marcar mais um gol, garantindo o 4–2 e levando a Copa Stanley para Chicago pela terceira vez em seis anos. Kane concluiu os playoffs com 23 pontos em 11 gols e 12 assistências.

#### 2015–2019

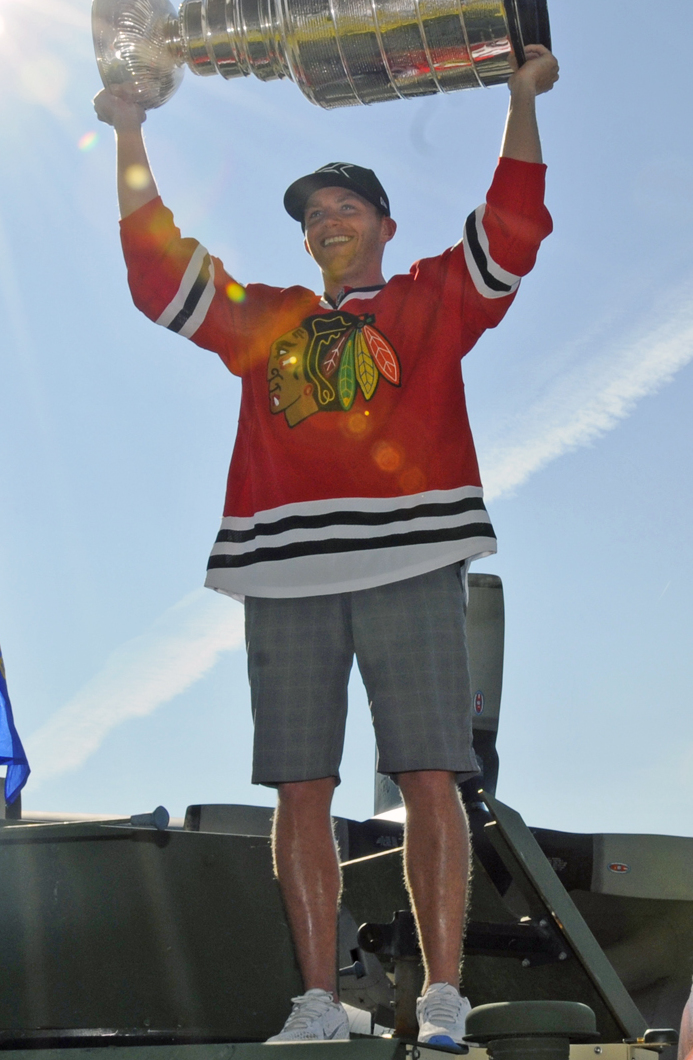
Kane com a Copa Stanley em 2013

Na temporada 2015–16, Kane conquistou 16 gols e 24 assistências em 26 partidas seguidas entre outubro e dezembro de 2015, a maior sequência já obtida por um jogador estadunidense e a sequência mais longa de pontos na história do Chicago Blackhawks. Em 2016, Kane foi escolhido como capitão da Divisão Central no NHL All-Star Game. Em 3 de abril do mesmo ano, ele marcou o segundo hat-trick da carreira em vitória de 6–4 contra o Boston Bruins, chegando aos 100 pontos na carreira, se tornando o primeiro Blackhawk a marcar 100 pontos em uma temporada desde Jeremy Roenick em 1993–94, e o primeiro jogador estadunidense da NHL a fazê-lo desde 1995–96. Kane concluiu a temporada no topo da Liga com 106 pontos totais, vencendo o Troféu Memorial Hart e o Troféu Art Ross e sendo o primeiro jogador estadunidense de nascença na história da NHL a recebê-los. Kane também foi o primeiro estaduniense a vencer o Prêmio Ted Lindsay, concedido ao jogador votado como mais extraordinário pela Associação de Jogadores da National Hockey League.
Kane chegou ao fim da temporada 2016–17 com 89 pontos, atrás somente de Connor McDavid e empatado com Sidney Crosby na NHL, sendo escolhido para integrar o time da Divisão Central do NHL All-Star Game em 2017 mais uma vez. Nos playoffs desse mesmo ano, o Chicago Blackhawks foi varrido pelo Nashville Predators durante a primeira rodada, onde Kane marcou apenas um gol e uma assistência na série. Na offseason, Kane foi nomeado como um dos 100 Maiores Jogadores da NHL durante a comemoração do centenário da Liga.
Kane marcou cinco pontos em um único jogo pela primeira vez em 9 de janeiro de 2018 em jogo contra o Ottawa Senators e, no dia 20 do mesmo mês, em derrota para o New York Islanders, conquistou 800 pontos totais na carreira, sendo o quinto jogador da franquia a chegar nessa marca.
Patrick Kane foi o líder entre todos os jogadores entre 2010–19 com 807 pontos e foi indicado para o Time da Década 2010–19 da NHL.

#### 2020–23
Em 19 de janeiro de 2020, Kane marcou seu milésimo ponto da carreira em assistência ao gol de Brandon Saad contra o Winnipeg Jets , sendo o quarto jogador do Chicago Blackhawks a conquistar essa marca. Durante a temporada 2019–20, Kane se tornou capitão alternativo do time.
A temporada 2020–21 da NHL foi encurtada para 56 jogos devido à pandemia de COVID-19, porém Kane manteve seu posto de capitão alternativo e marcou 15 gols, 51 assistências e liderou o time com 66 pontos, terminando em quinto lugar em pontos na Liga. Em fevereiro de 2021, Kane conquistou seu quadringentésimo gol da carreira em jogo contra o Detroit Red Wings, sendo apenas o centésimo jogador da NHL a fazê-lo. Em março, Kane jogou sua milésima partida da carreira e se tornou o sétimo jogador da franquia Chicago Blackhawks a conquistar essa marca.
Na temporada 2021–22, Kane foi escalado em 78 jogos e marcou 26 gols, 66 assistências e 92 pontos, sua terceira maior marca em pontos desde o início da sua carreira. Em 2022–23, Kane conquistou 45 pontos com 16 gols e 29 assistências em 54 jogos. Patrick Kane deixou o Chicago Blackhawks após 16 anos durante o prazo de troca de jogadores no início de 2023.

### New York Rangers (2023)
Ao fim de fevereiro de 2023, Kane foi enviado ao New York Rangers junto com Cooper Zech em troca de uma escolha na segunda rodada e na quarta rodada do Draft da NHL de 2023, além do defensor Andy Welinski. A troca o reuniu com Artemi Panarin, ex-companheiro de time em Chicago e que teve papel crucial na temporada excepcional de Kane em 2015-16. Na temporada regular, Kane conquistou 12 pontos em 19 jogos e, na pós-temporada, marcou um gol e cinco assistências antes dos Rangers serem eliminados pelo New Jersey Devils no Jogo 7 da primeira rodada.

### Detroit Red Wings (2023–presente)
Após a eliminação do New York Rangers na primeira rodada dos playoffs de 2022, foi anunciado que Kane ficaria de quatro a seis meses se recuperando de um cirurgia no quadril. Em 29 de novembro de 2023, Kane assinou um contrato de um ano com o Detroit Red Wings no valor de US$2,75 milhões.